# Mikołajew (województwo mazowieckie)
Mikołajew – wieś w Polsce położona w województwie mazowieckim, w powiecie sochaczewskim, w gminie Teresin. Ma status sołectwa.
| SIMC    | Nazwa           | Rodzaj    |
| ------- | --------------- | --------- |
| 0738852 | Nowy Mikołajew  | część wsi |
| 0738869 | Stary Mikołajew | część wsi |

Wieś szlachecka Mikołajewo położona była w drugiej połowie XVI wieku w powiecie sochaczewskim ziemi sochaczewskiej województwa rawskiego. W latach 1975–1998 miejscowość administracyjnie należała do województwa skierniewickiego.
We wsi znajduje się strażnica OSP powołana w 1953 roku. Na wyposażeniu ma samochód pożarniczy STAR GBA2,5/ 16. 
We wsi znajduje się kościół parafialny pw. Świętych Męczenników Jana i Pawła wybudowany w stylu klasycystycznym z domieszką baroku.